# پلی (لاتزیو)
پلی (به ایتالیایی: Poli) یک کومونه در ایتالیا است که در استان رم واقع شده‌است. پلی ۲۱٫۳۹ کیلومتر مربع مساحت و ۲٬۳۹۸ نفر جمعیت دارد و ۴۳۵ متر بالاتر از سطح دریا واقع شده‌است.